# 카메나시 카즈야
카메나시 카즈야(일본어: 亀梨和也, 1986년 2월 23일 ~ )는 일본의 배우 겸 가수이다. STARTO ENTERTAINMENT 소속의 아이돌 그룹 KAT-TUN의 멤버이다. 

## 프로필
- 애칭 : 카메, 카메짱, 카즈, 카즈야, 거북이, 캄스타, 캄, 캄훼
- 출신지 : 일본 도쿄도 에도가와구 - 와타나베 쇼타와 사쿠마 다이스케와 카메나시 카즈야를 동경하는 미야다테 료타도 여기 출신
- 생년월일 : 1986년 2월 23일
- 신체사이즈 : 172cm, 55kg

| 권                                 | 키      | 몸무게 | 발사이즈 |
| ---------------------------------- | ------- | ------ | -------- |
| 쟈니즈 명감 6권 초등장 1999년 발행 | 160cm   | 43kg   | 26cm     |
| 쟈니즈 명감 7권 등장 2000년 발행   | 160cm   | 40kg   | 26cm     |
| 쟈니즈 명감 8권 등장 2001년 발행   | 165cm   | 44kg   | 26.5cm   |
| 쟈니즈 명감 9권 등장 2002년 발행   | 168.5cm | 47kg   | 26.5cm   |
| 쟈니즈 명감 10권 등장 2003년 발행  | 170cm   | 46kg   | 26cm     |
| 쟈니즈 명감 11권 등장 2004년 발행  | 170cm   | 46kg   | 26.5cm   |
| 쟈니즈 명감 12권 등장 2005년 발행  | 170cm   | 52kg   | 26.5cm   |

- 혈액형 : B형
- 가족관계
  - 아버지 : 4형제를 부양하기 위해 카메나시가 어릴때에는 여러 가지 일을 하셨다. 바쁜중에도 시간이 30분정도 남으면 카메나시와 캐치볼을 해주시는 등 다정하고 책임감 강한 성격. 카메나시와 체격이 비슷해서 어느샌가 카메나시의 비싼 브랜드 옷을 입고 멋대로 잠을 자버리는 바람에 가끔 말다툼을 벌인다.
  - 어머니 : 하루종일 빨래 청소에 전념하는 전형적인 가정 주부. 일년에 한번 학부모 모임으로 학교에 올때만 화장을 해서 6년간 같은 화장, 6년간 화장스킬이 전혀 발전하지 않았다고 한다. 말썽꾸러기였던 카메나시 때문에 학교로 불려가도 한번도 카메나시를 혼낸적이 없다.
  - 큰형 : 카메나시 유이치로. 네살위. 초등학교때 일본 가라데 전국 챔피언. 기혼. 오키나와현 거주. 어릴때 카메의 옷속에 쿠션을 집어넣고 샌드백 대용으로 사용하거나 잡지 심부름을 시킨적이 있으나 (주1회 정해진 시간에만 판매하는 잡지라 카메나시는 서클활동 도중에 빠져나와 잡지를 사러 자전거를 타고 편의점으로 부리나케 달려가야만 했다. 못사오면 또 샌드백 신세) 지금은 TV 설치를 해주러 집에 와주는 등 사이좋은 관계. 카메나시가 쟈니즈에 입소하는데 결정적인 조언을 해줬다.
  - 작은형 : 카메나시 코지. 두살위. 자위대출신. 기혼. 카메나시와 가장 닮았다는 소문이다.
  - 남동생 : 카메나시 유우야. 네살아래. 《쟈니즈 야구대회》에 카메나시와 같은 J화이트의 선수로 2대회 참가한 적이 있다. 2005년 경기에선 참석하지 않은 카즈야를 대신해 투수로 활약, 베스트 플레이어상을 받았다. 자니즈 Jr.라는 소문이 있었으나 확인된 바는 없다. 키는 카메나시와 비슷하나 현재 덩치는 두배라고 한다.
  - 애완견 : 카니헨 닥스훈트 란[蘭], 토이푸들 제리 ※합해서 란제리
- 최종학력 : 도쿄도립 미즈모토 고등학교 중퇴 ※가쓰시카구 위치, 2006년 폐교
- 좋아하는 음식 : 딱히 가리지 않지만 오징어 스시와 오징어 활어회를 특히 좋아한다.
- 싫어하는 음식
  - 우메보시 : 어릴때 형이 말린 우메보시를 먹고 방바닥에 씨를 아무렇게나 뱉는걸 보고 더럽다고 느껴 트라우마가 됐다. 도시락에 우메보시가 들어있으면 뚜껑을 닫아버리고, 우메보시 주변에 밥과 반찬이 변색되어있는 것만 봐도 기분이 나빠진다.
  - 건포도 : 2006년 이토 미사키와 《톤네루즈의 여러분 덕분입니다 "신·무작정왕결정전"》에 출연했을 때 싫어하는 음식이 건포도빵임을 밝혔다. 학교 급식에 건포도빵이 나오면 건포도를 하나하나 골라냈다.
  - 건과일 : 기본적으로 과일을 왜 말리는지 이해불가
  - 토마토, 피망
  - 밥, 반찬, 디저트인 과일이 함께 섞여있는 편의점 도시락이 용납안된다.※기본적으로 과일이 조리되어 나오면 못먹는다. 수부타(일식 탕수육)의 파인애플, 애플파이등등. 그러나 딸기잼은 괜찮다고 한다.
- 취미
  - 야구 : 취미라기 보다 삶의 일부분. 지금은 본업인 가수보다 오히려 야구로 보내는 시간이 많을 지경.
  - 요리 : 외식보다 기본 자취. 따로 배운적은 없고 "자기류" 다수의 버라이어티 프로에서 요리실력을 뽐냈다.
  - 주방기구 수집 : 해외나갈때마다 접시나 컵등을 사온다.
  - 건강랜드 : 한국으로 치면 찜질방. 사우나와 목욕을 엄청 좋아한다.
- 이상형 : 강한 여자, 자신이 할 일을 다 하는 여자. 상식이 있고, 배려심이 있으며, 주변을 둘러볼줄 아는 여자. 덧붙여 요리를 잘하면 더 좋음. 그러나 사실 딱히 정해진 이상형은 없고 그때 좋아진 사람이 이상형이라 모두 스타일이 제각각.
- 연애관 : 첫눈에 잘 반하는 타입으로, 상대방이 먼저 고백하기까지 기다리지 못하고, 반해버리면 바로 고백하는 돌직구 스타일. 거절당해도 계속 밀어부치는 저돌적인 면도 있다. 연애의 연장선에 결혼이 있다고 생각해서, 어떤 연애를 하던 늘 결혼으로 이어질수 있도록 발전시키는 진중한 연애 스타일이다.
- 좋아하는 운동
  - 야구 : 6살부터 중학교 1학년까지 8년간 야구부 활동. 포지션은 세컨드와 쇼트. 초등학교 6학년때 《소년연식야구 세계대회》에 에도가와구 연합 일본대표로 선발되어 등번호 11번 4번타자로 출장. 멕시코팀을 상대로 2회전에서 사요나라 패배. 2001년부터 시작한《쟈니즈 야구대회》에서 3년간의 경기중, 상대팀 J레드의 에이스인 전 NEWS의 멤버 우치 히로키와는 좋은 라이벌 관계를 유지하며 2승 1무의 성적을 거둠. 매회 시속 110 - 120km 이상의 공을 100구 가까이 완투하며 3연속 대회 MVP수상. NTV계 특별방송《토코로·토쿠미츠의 스포츠 위인 그랑프리》에서 전프로야구선수를 상대로 노히트 노런의 퍼펙트를 달성. 연예인 넘버원 타자 결정전에서도 2연패. ※카메나시 일가는 자이언츠의 열혈 팬.
  - 서핑 : 2005년 김전일 소년사건부 스페셜 드라마에서 함께 연기한 호사카 나오키씨가 드라마 종료후 카메를 바다에 데려가 서핑 보드를 선물로 주면서부터 배우기 시작했다. NTT docomo CM과 본인 주연 드라마 사프리에서 수준급의 서핑 실력을 보여줬는데, 당시는 서핑을 시작한지 얼마 지나지 않은 때라 단 몇초의 씬을 위해 휴일없이 몇시간이나 연습한 끝에 발군의 운동신경으로 훌륭한 장면을 연출해 냈다. 오프때나 혹은 낮부터 스케줄이 있을 때 아침 일찍 가까운 바다에 나가 서핑을 즐기고 왔을 만큼 야구 다음으로 좋아하는 운동이다.
- 성격 : 성실하지만 기분파. 확실히 하는 이미지가 있으나 천연.
- 카메나시의 성격을 알 수 있는 잡지 인터뷰 모음
  - "예를 들어, 사랑의 라이벌이 나타나면 물러나는 타입. 라이벌이 친구라면 더욱이, 진검승부라니 있을 수 없다. 이건 상냥하다기 보단, 내 나름의 미학이라고 생각한다."
  - "드라마 시청률이 나쁠땐 '내 탓이야. 이제 밖에 못다니겠어.'라고 우울해 한적이 있다. 그런데, 좋은 때도 나쁜 때도 경험해보고 나서, 다음에는 휘둘리지 않게 됐다. 진짜 승부는 다른데 있다고 생각하게 됐다. (시청률)수치가 좋아도, 현장 분위기가 나쁘면 이겼다고 말못한다. 반대로 수치가 나빠도 마지막까지 포기안하고 작품이 진화를 계속한다면, 이건 반드시 다음으로 이어진다. 다음으로 이어지는 패배는 분명 이긴거라고 생각한다."
- 좋아하는 색깔 : 흰색, 검은색
- 캇툰에서는 나카마루 유이치를 좋아한다.

## 인물 에피소드
- 카메나시 카즈야의 "카즈야"는 유명 만화 《터치》(Touch, 1986년 아다치 미츠루 작품)에 나오는 주인공 "우에스기 타츠야"의 쌍둥이 남동생 "우에스기 카즈야"의 이름에서 유래된 것이다. 카메나시가 태어나면서 남자 3형제가 되자 어머니가 평화롭게 자라길 바라는 마음에 이름에 평화의 화(和)를 넣고 싶어했고, 당시 만화 터치가 인기를 얻고 있어 친척 누나가 "카즈야로 좋지 않아요?"라고 해서 결정되었다. ※캇툰 멤버인 우에다 타츠야의 이름도 터치의 주인공 우에스기 타츠야에서 유래되었다.
- 어릴때 꿈은 금발의 미인과 결혼해서 인형같이 예쁜 딸을 낳고, 같이 목욕하거나 함께 놀아주는 좋은 아빠가 되는 것이었다.
- 야구부 활동때문에 매주 일요일에 하는 댄스레슨에 장기 결석하던중 쟈니즈를 퇴소하려고 했으나 쟈니 키타가와 사장의 "YOU 쟈니즈에서 야구해버려"라는 한마디로 남게 되었다. 덕분에 꿈에 그리던 치바 마린스테디움이나 도쿄돔에서 야구선수로서 마운드에 설수 있었다.
- 캇툰 결성 당시, KinKi Kids 도모토 코이치 선배의 《SHOCK》공연중에 나카마루의 실수를 옆에 있던 우에다가 커버하지 못한 것에 격분, "우에다! 커버할 수 있었잖아!!" 라고 화내자 "너는 돼도 나는 못해!!"라며 달려드는 우에다와 주먹다툼을 벌여 피까지 봤다. 싸움끝에 "이딴 그룹 못해먹겠어!"라며 쟈니상을 찾아가 캇툰을 그만두겠다고 선전포고. 쟈니즈에서 해고당할거라 나름 각오하고 사장실을 찾아갔으나 쟈니상이 "YOU들! 일때문에 싸울수 있다니 멋있어!!" 라며 엄지를 치켜세우고 "자! 화해해!" 하고 서로 악수를 시켰다. ※본의 아니게 싸움의 원인을 제공한 나카마루는 당시 거의 울면서 둘의 싸움을 말렸다고 한다.
- KAT-TUN 그룹으로써 아직 CD 데뷔를 하지 않은 상태에서, 드라마 노부타를 프로듀스의 두 주인공으로 결성된 슈지와 아키라로 먼저 싱글을 발표하게 됐다. 이 상황이 납득이 안가 사무실측과 장시간 협의에 들어갔고, 아키라 역의 야마시타 토모히사는 카메가 납득할때까지 기다리는 수 밖에 없다며 문밖에서 대기. 결국 멤버에게 사실을 알리고, 카메 개인이 잘 되는 것이 곧 KAT-TUN이란 그룹이 잘 되는 것이라는 쟈니상의 설득에 유닛에 참가하게 됐다.
- 쟈니즈 최연장자 콘도 마사히코와는 좋은 술친구.
  - 콘도와의 일화 1 : 쥬니어 시절 자니즈 대운동회에서 시구식에 타자로 참여했던 콘도 마사히코에게 볼을 던진 투수였는데, 시합후 콘도씨의 매니저로부터 "공치기 쉬었다, 고마웠다, 갖고 싶은거 없나"라는 콘도의 전언을 듣고, 당시 비싸서 살 수 없었던 게임기가 갖고 싶다고 말하고 선물로 받았다. 이런 인연도 있고해서 지금은 친한 선후배 관계를 유지하고 있다.
  - 콘도와의 일화 2 : 콘도가 모방송에서 밝히길 그의 집에서 카메와 함께 술을 마시다가 옆집 사람과 술자리를 같이하게 됐는데 콘도는 도중에 술이 취해 잠이 들어버렸고 카메는 그 날 처음 만난 옆집사람 집에 혼자가서 밤새 술을 마셨다고 한다. 다음날이 《Going!》의 수록날이라 카메는 술이 덜깬 상태로 그대로 출근을 했는데 콘도가 카메에게 문자 메시지를 몇번이나 보내도 대답이 없자 급기야 "대답안하냐? 이녀석!!"이라고 화를 내버렸고 그날 저녁무렵에야 카메로부터 "죄송합니다. 녹화중에는 휴대폰사용금지라..."라는 문자가 왔다고 한다. 그걸보고 카메에게 화를 낸게 미안했다고.
  - 콘도와의 일화 3 : 콘도와의 술자리에 대선배인 소년대의 히가시야마와 TOKIO의 마츠오카가 불려왔는데, 둘이 자리에 앉지 않고 콘도의 옆에 계속 서있자 좌불안석이었던 카메도 그 옆에 서있으려고 했으나 콘도가 "너는 안그래도 돼"라며 말렸다고 한다. 콘도왈, 나이어린 후배들에게 자신이 굉장히 어려운 사람이라는 인식을 심어주는게 싫었다고. 이 날의 상황을 마츠오카가 《소년구락부 프리미엄》에 나와 밝히길, 대선배들 사이에서 잔뜩 긴장해 어쩔줄 몰라하던 카메가 술이 들어가고 분위기가 달아오르자 "맛치(콘도의 애칭)선배~ 앞으로 전 어떻게 해야 되나요?"라며 술김에 향후 조언까지 구하고 있었다고 한다.
  - 콘도와의 일화 4 : 콘도의 솔로콘서트에도 스페셜 게스트로 참여했다.
- 폭발적 인기였던 2006년 데뷔당시 시부야를 혼자 걷고 있는데 누군가 뒤에서 "카메!!"라고 큰소리로 불러세웠다. '뭐야? 이녀석'이라고 생각하며 뒤돌아보니 눈앞의 차의 창문이 스윽 내려오면서 얼굴을 드러낸건 자그만치 키무라 타쿠야! 이날 카메는 키무라의 시간있냐는 물음에 그의 차에 동승해서 같이 식사를 하고 커피를 마시고 함께 쇼핑을 하며 키무라와 커플아이템까지 선물받고, 헤어질때는 키무라의 연락처까지 받았다. 평소 키무라를 가장 동경했던 카메에게 있어선 그야말로 꿈같은 하루.
- 소년대의 히가시야마와 SMAP의 키무라는 카메에게 여러모로 조언을 해주는 선배들로, 스캔들과 밤놀이를 주의하라는 선배들의 말을 존중해 늦은 외출을 삼가하고 집과 일을 오가는 금욕생활을 장기간 계속하기도 했다.
- 친구와 약속때문에 택시를 타고 낯선 거리에 내렸는데, 위치를 몰라 마침 눈앞에 멈춰선 자동차의 차창을 두들기며 "죄송한데 여기가 몇번 골목이죠?"라고 물었다. 그러자 창문이 열리며 모습을 드러낸건 다름 아닌 가수 코다 쿠미! 코다는 "아,몰라!!"라고 소리치며 그대로 차를 몰고 사라져버렸다. 몇년후 코다가 《뮤직스테이션》에 나와서 해명하길, 그 날 정말 좋아하던 남자에게 고백했다가 막 차이고 나서 정신없이 차를 몰고 나와 차안에서 엉엉 울던 중이었는데 우연히도 그 순간 카메가 차문을 두드린 것. 처음엔 '나 지금 헌팅당할 기분 아니야! 그만해!'라는 기분으로 문을 열었으나 카메인걸 알고도 아는척 할 기분이 아니라 그냥 가버린것. 그 후 베스트 지니스트 시상식에서 수상자 커플로서 매년 얼굴보는 사이가 됐지만 어쩐지 계속 사과를 못했다고. 엠스테에서 함께 출연한 카메에게 정식으로 사과했다.
- 아카니시 진이 LA 유학 조금전의 일. 오랜만에 휴가를 받았으나 마땅히 할일이 없었던 아카니시에게 카메로부터 전화가 왔다. 같이 영화를 보자는 것. 영화관에서 만나기로 했으나 현장에서 그만 팬들에게 둘의 정체를 들켜버렸다. "카메 녀석, '내가 바로 카메나시'라는 옷차림으로 나타났다니까. 결국 영화는 포기했는데 카메가 계속 '어쩔수 없어. 어쩔수 없어.'라잖아. 니탓이라고." 카메의 사복 패션은 "카메류"라는 하나의 장르를 개척한 듯.
- 4형제의 셋째로 자란탓에 어린시절 식탁은 항상 치열한 전쟁터. 자기몫을 알아서 챙기지 않으면 바로 없어지기 때문에 손에 닿는대로 무조건 입안에 쑤셔넣고 보는 탓에 햄스터같다는 소릴 들었다.
- 건장한 체격의 다른 형제들에 비해 혼자만 피부가 희고 몸이 가냘프다.
- 둘째형의 딸은 애완견을 데리고 카메의 집에 불시에 놀러오기도 하며, 만날때마다 뽀뽀를 엄청해대는 카메나시 삼촌을 "츄츄니(뽀뽀오빠)"라고 부른다. 조카와 내기 게임을 자주하는데 정월에 본가에 놀러갔다가 조카와 훌라후프 대결한 사진이 "하나마루 카페" 출연당시 공개됐다. 카메는 어리다고 절대 봐주는 법이 없어서 내기에서 이기면 유치원에 다니는 조카에게 주스를 얻어먹기도 했다. (단, 그돈은 카메가 준 용돈) 술김에 한 말로 인해 파리 여행에 조카를 데리고 간 적이 있는데 시차때문에 잠든 조카를 등에 업고 파리시내 한복판을 걸어다니면서 '나 지금 뭐하는거지?'라고 생각한 적이 있다.
- 지기 싫어하는 성격이며, "절대 지지 않아" 라고 마음 먹으면 반드시 이긴다. 단, "져도 상관없어" 라고 생각할 때는 진다.
- 진검 승부하는 스타일이라 멤버들과 온라인 야구게임 같은걸 하면 1회전에서 48 : 0으로 이겨도 끝까지 봐주지 않는다. 게임인데 놀려고 하지 않는 카메 덕분에 멤버들은 야구게임을 싫어하게 됐다.
- 버라이어티 프로그램에 나와 멤버들과 같이 게임을 해도 벌칙엔 거의 당첨되지 않는 편이다.
- 아침은 본인이 직접 만든 에그 베네딕트로 식사하고 출근한다. 《하나마루 카페》 출연당시 진행자들에게 직접 피로하여 호평을 받았다.
- 《엽기인걸 스나코》와 《신의 물방울》 촬영장에 집에서 장장 네시간이나 걸려 직접 만든 카레를 가져와 전 출연진과 스텝들에게 식사 대접을 한 적이 있다. 결과는 대호평. 함께 출연한 한명의 아역배우를 위해 맵지 않은 카레를 따로 만들어간 다정함도 드러냈다.
- 《신의 물방울》에서 함께 연기한 나카 리이사의 《뮤직스테이션》에서의 증언에 의하면, 카메가 상반신 누드에 에이프런만 걸친 차림으로 방송국 주방에서 카레를 만들고 있어 충격을 받았다고 한다. 이유인즉슨, 극중에 입고 있던 와이셔츠에 카레가 튈까봐 벗었는데 어쩌다보니 그 상태에서 에이프런을 해버렸다고. 졸지에 변태가 될뻔한 카메는 이날 방송에서 적잖이 당황했다.
- 《모코's 키친》의 하야미 모코미치에 버금가는 요리실력이라는 소문이며, 언젠가 모코미치가 자신의 주방에 모코's 키친을 찍으러 와주길 기대중이다. ※모코미치와는 《고쿠센 2》 이후 종종 만나는 술친구이다.
- 프로용의 주방기구나 업소용 기계도 갖고 있으며 오뎅바용 거대 오뎅냄비와 붕어빵팬도 갖고 있다. 업소용 에스프레스머신으로 커피를 내려마시고 있지만 집에서는 왠지 그맛이 안난다고 한다.
- 돈은 있으면 쓰는 스타일이라 다음날 지갑을 열어보고 "엣?!!" 이라고 놀라기도 한다. 친구들로부터 돈좀 아껴쓰라는 말을 들을 정도라 이제는 정신을 차리고 착실하게 저축도 하고 부모님 용돈도 제대로 드리고 있다.
- 카메의 부모님은 평소 쟈니즈 연예인들의 공연을 자주 보러 다니시는데, 본인의 《DREAM BOYS》공연중에 공중에 거꾸로 매달린 상태에서 객석에서 부모님을 발견한 적이 있다. 카메의 어머니는 다른 쟈니즈의 공연을 보러가야 한다며 아들의 공연에 못가겠다고 말한 적이 있다.
- 쥬니어 시절만해도 "절규머신(롤러코스터)"을 정말 무서워해서 《하다카노 쇼넨(알몸의 소년)》에 출연했을 때 "절규머신(롤러코스터)"을 타고 목이 쉬어라 비명을 지른적이 있다. 그러나 수년간 《DREAM BOYS》의 좌장을 맡으며 하네즈 없이 공중 플라잉, 공중 10회전같은 고도의 기술들을 마스터하면서 고소공포증을 극복하게 됐다. 2008년 7월《카툰캇툰》센다이 로케에서 장장 51분동안 버티다 결국 번지점프를 포기한 나카마루를 대신해 단 5초만에 멋지게 번지점프를 성공시켰다.

## 약력
- 1998년 11월 8일 자니스 사무소에 입소하였다. 사촌누나가 이력서를 냈던 것을 아버지가 야구 연습 후의 카메나시를 그대로 오디션에 데리고 간 것이 계기였다. 당시 짧은 머리에 아버지의 츄리닝을 입고 있어서 주변에 옷잘입은 친구들을 보고 - 아카니시 진도 그중 한명 - 반은 포기했었으나 쟈니 키타가와의 한마디로 합격했다.)\
- 입소 동기로는 동그룹내의 나카마루 유이치와 아카니시 진, NEWS의 마스다 타카히사, Kis-My-Ft2의 후지가야 타이스케, A.B.C.-Z의 츠카다 료이치 등이 있다. ※ 나카마루와는 잘못된 오디션 현장에 함께 있었던 이유로 친해졌다. 나중에 같이 오디션장으로 눈썹이 휘날리게 달리는 중에 왜인지 나카마루의 어머니가 1등으로 앞서 달렸다.
- 1999년 10월 TBS 《3학년 B반 킨파치선생 5시리즈》를 통해 연속 드라마 첫 출연. 12월 18일 치바 마린 스타디움에서 열린 쟈니즈 사무소 주최 "J2000 대만 대지진 자선 야구 대회 MARCH OF 2000"에 출연. 이후, 자니즈의 야구대회는 매번 반드시 출연하였으며 최근에는 투수로서 활약중.
- 2001년 3월 드라마《사상최악의 데이트》16화 출연.
- 2001년 4월 KAT-TUN 결성. (NHK POPJAM - Kinki Kids의 도모토 코이치의 백댄서 유닛이였다.)
- 2001년 7월 니혼 TV 버라이어티 《내일의 J》에 출연.
- 2001년 10월 니혼 TV 버라이어티 《재팬 워커》에 출연. TBS 드라마《3학년 B반 긴파치선생》에 이전 3학년 B반 후카가와 아키히코 역으로 출연.
- 2001년 12월 뮤지컬《SHOW극・SHOCK》에 출연.
- 2003년 5월 한신 X 거인 야구대회 쇼타임에 출연.
- 2004년 4월 타키자와 히데아키 주연 무대 "Magical Musical DREAM BOY"에서 대역으로 주연을 맡았다.
- 2005년 NTV 1분기 연속 드라마 고쿠센 시리즈 제 2탄《고쿠센 2》에서 주연급 학생역으로 출연. 드라마는 평균 시청률 27.8%의 대히트를 하였고, 공동 주연한 아카니시 진과 함께 전국구의 인기를 얻었다. 이 드라마로 "닛칸스포츠 드라마 아카데미" 남우조연상과 "더 텔레비전 드라마 아카데미" 남우조연상을 수상하였다.
- 2005년 4월 무대 "Hey! Say! DREAM BOY" 로 주연.
- 2005년 5월 Hey!Say!Dream Boys! 좌장(타키 앤 츠바사의 타키자와 히데아키로부터 좌장 자리를 물려받았다.)
  - 2006년 Dream Boys 좌장(출연 : 칸쟈니∞, KAT-TUN, Jr:A.B.C, Kis-My-Ft2)
  - 2007년 Dream Boys 좌장(출연 : 다나카 코키(KAT-TUN), 야라토모유키(M.A))
  - 2008년 Dream Boys 좌장(출연 : 다나카 코키(KAT-TUN), 야부 코타(Hey! Say! JUMP!)
  - 2009년 Dream Boys 좌장(출연 : 시부타니 스바루(칸쟈니∞), 테고시 유야(NEWS)
  - 2011년 Dream Boys 좌장(출연 : 다나카 코키(KAT-TUN), 나카마루 유이치(KAT-TUN)
  - 2012년 Dream Boys 좌장(출연 : 야오토메 히카루(Hey! Say! JUMP!), 타마모리 유타(Kis-My-Ft2)
- 2005년 10월 NTV 4분기 연속 드라마《노부타를 프로듀스》에서 주연.
- 2005년 11월 2일《노부타를 프로듀스》에서 공동 주연을 맡은 야마시타 토모히사와 기간 한정 유닛 "슈지와 아키라"를 결성. 드라마 주제가의 〈청춘 아미고〉는 드라마 인기에 힘입어 2005년 첫 밀리언 셀러를 달성하며 그 해 인기 No.1 노래가 됐다.(11월 27일자 오리콘 발표) ※《노부타를 프로듀스》의 선전을 위해 NTV 《줌-인!!사타데이》에 출연했을 때 "주무사타 종합프로듀서"의 직함을 갖게 된다. 드라마 종료후에도 비정기적으로 출연.
- 2006년 1월 무대 "DREAM BOYS"에서 칸쟈니 ∞의 시부타니 스바루와 공동 주연을 맡았다.(이후 2007년·2008년·2009년·2011년·2012년 및 모든 주연 단장을 맡았다. 2013년에는 장장 9년간에 걸친 좌장자리를 후배조에게 물려줬다.)
- 2006년 3월 22일 소속된 그룹 KAT-TUN이 〈Real Face〉로 CD 데뷔를 하였고, 발매 9주 만에 밀리언 셀러를 달성하며 그 해 No.1 Sales 싱글을 기록.
- 2006년 7월 후지 TV 연속 드라마 《사프리》를 통해 월9(게츠쿠)에서 이토 미사키와 공동 주연을 맡았다.
- 2006년 8월 NTV 《24시간 TV 사랑은 지구를 구한다》의 스페셜 드라마 《유우키》에서 주연 시한부 인생을 선고받은 청년 유우키를 연기해 호평을 받았다.
- 2006년 9월 "베스트 지니스트 2006" (일반 선출 부문)을 첫 수상.
- 2006년 10월 NTV 연속 드라마 《단 하나의 사랑》에서 연속 드라마 단독 첫 주연을 맡았다.
- 2007년 9월 "베스트 지니스트 2007"을 수상.
- 2008년 1월 니혼 TV 드라마 《1파운드의 복음》에서 단독 주연.
- 2008년 9월 "베스트 지니스트 2008"을 수상
- 2009년 1월 니혼 TV 드라마 《신의 물방울》에서 단독 주연.
- 2009년 7월 영화 《고쿠센 THE MOVIE》으로 첫 영화 출연을 하였다.
- 2009년 9월 "베스트 지니스트 2009"를 수상.
- 2010년 1월 TBS 연속 드라마 《엽기인걸 스나코》의 주연을 맡아 "닛칸스포츠 드라마 아카데미" 남우주연상을 수상하였다. ※ TBS 드라마 출연은 1999년 《3학년 B반 킨파치선생 5시리즈》 이후 10년만이다. NTV 드라마에만 출연하는 카메나시를 "닛테레코"라 부르기도 한다.
- 2010년 4월부터 NTV 《Going! Sports & News》(매주 일요일 출연)에서 스포츠 캐스터를 맡아 "야구 스페셜 서포터"로써 프로그램안의 코너인 "카메나시 카즈야 프로 야구 프로젝트"를 담당하고 있다.
- 2010년 9월 "베스트 지니스트 2010"을 수상. 5년 연속 남자부분을 수상하여 키무라 타쿠야(SMAP)와 쿠사나기 쯔요시(SMAP)에 이어 남자 유명인으로서는 3번째로 2010년 명예의 전당에 입성했다.
- 2011년 4월부터 10월까지 NTV 《Dramatic Game 1844》의 야구 스페셜 서포터로 거인 주관 경기 지상파 중계에 생방송 출연하였다.
- 2011년 10월 니혼 TV 드라마 《요괴인간 벰》에서 주연.
- 2012년 12월 《극장판 요괴인간 벰》영화에서 주연.
- 2013년 5월 25일, 영화 《오레오레》(미키 사토시 감독)로 영화 첫 단독 주연을 맡았다.
- 2013년 10월 니혼 TV 드라마 《도쿄밴드왜건~도시 대가족이야기》에서 첫 홈드라마 주연.
- 2013년 11월 6일, 10월 드라마《도쿄밴드왜건~도시 대가족이야기》에서 같이 공연한 록밴드 안전지대의 보컬출신 타마키 코지와 1회 한정 유닛 《홋타케BAND》를 결성. 주제가《사요나라☆아리가또》를 발매 오리콘챠트 위클리 1위 기록.
- 2014년 개봉 예정의 영화 《조커게임》단독 주연으로 생애 첫 스파이역에 도전하였고 츠마부키 사토시와 함께 영화《밴쿠버의 아침》의 주연을 맡은 것이 발표되었다.
- 2015년 2월 일본 TV 아사히 7부작 드라마 《세컨드 러브》에서 후카타 쿄코와 주연을 맡았으며, 첫 베드신에 도전하였다.

## 야구에 관한 에피소드
- 《Going! Sports & News》의 베이스볼 스페셜 서포터로써, 2012년까지의 〈시구식 프로젝트〉에서는 투수로써는 2010년에 라쿠텐의 야마자키 무사시, 롯데의 니시오카 쯔요시 (2회째), 요코하마의 우치카와 세이치, 오릭스 T-오카다, 소프트 뱅크의 타무라 히토시, 라쿠텐의 타나카 마사히로・야마자키 무사시 (2회째)・시마 모토히로 , 2011년에 일본햄의 이나바 아츠노리, 한신 타이거스의 아라이 타카히로, 소프트뱅크의 마츠나카 노부히코, 세이부의 나카무라 타케야, 라쿠텐의 타나카 마사히로 (2회째)・시마 모토히로 (2회째)・마츠이 카즈오, 2012년에 소프트뱅크의 마츠다 노부히로, 거인의 사카모토 하야토, 타자로써는 2012년에 세이부의 마키타 카즈히사와 대전했다.
- 《Going!》의 프로그램내에서 〈홈 프로젝트〉라 타이틀을 내걸고 2년반에 걸쳐 홈런에 도전했다. 2013년 1월 14일의 방송에서 100타중 3번째 타구만에 멋지게 홈런을 달성했다.

## 출연 작품

### 텔레비전 드라마 (연속)
- 1999년 10월 14일 - 2000년 3월 30일 《3학년 B반 킨파치선생 5시리즈》 (TBS) - 후카가와 아키히코 역
- 2005년 1월 15일 - 3월 19일 《고쿠센 2》 (NTV) - 오다기리 류 역
- 2005년 10월 15일 - 12월 17일 《노부타를 프로듀스》 (NTV) - 주연 키리타니 슈지 역
- 2006년 7월 10일 - 9월 18일 《사프리》 (후지 TV) - 주연 이시다 유우야 역
- 2006년 10월 14일 - 12월 16일 《단 하나의 사랑》 (NTV) - 주연 칸자키 히로토 역
- 2008년 1월 12일 - 3월 8일 《1파운드의 복음》 (NTV) - 주연 하타나카 코사쿠 역
- 2009년 1월 13일 - 3월 10일 《신의 물방울》 (NTV) - 주연 칸자키 시즈쿠 역
- 2010년 1월 15일 - 3월 19일 《엽기인걸 스나코》 (TBS) - 주연 타카노 쿄헤이 역
- 2011년 10월 22일 - 12월 24일 《요괴인간 벰》 (NTV) - 주연 벰 역
- 2013년 10월 12일 - 12월 14일 《도쿄 밴드왜건~도시 대가족 이야기》 (NTV) - 주연 홋타 아오 역
- 2015년 2월 6일 -2015년 3월 20일 《세컨드 러브》 (TV 아사히) - 주연 타이라 케이 역
- 2016년 1월 26일 ~ 2016년 3월 19일 《괴도 야마네코》(NTV) - 주연 야마네코 역

### 텔레비전 드라마 (단편,SP, 카메오)
- 1999년 《무서운 일요일》 (NTV)
- 2001년 3월 25일 《사상 최악의 데이트 "흡혈귀 따위 두렵지 않아" 제16화》 (NTV) - 주연 16년간 모태솔로 토오루 역
- 2001년 4월 5일 《3학년 B반 킨파치선생 5시리즈 SP》 (TBS) - 후카가와 아키히코 역
- 2001년 12월 20일, 2002년 1월 10일 《3학년 B반 킨파치선생 6시리즈 제11화·제12화》 (TBS) - 후카가와 아키히코 역
- 2005년 9월 24일 토 21시 - 23시《김전일 소년사건부 스페셜 - 흡혈귀 전설 살인사건》 (NTV) - 주연 긴다이치 하지메 역
- 2006년 8월 26일 24시간 테레비 29 특별 드라마 《유우키》 (NTV) - 주연 유우키 미타 역
- 2006년 9월 30일 《식탐정 스페셜 "홍콩전부 먹어버릴테다!" 편》 (NTV) - 칸자키 히로토 역 (카메오)
- 2007년 6월 8일 《특급 다나카 3호 제9화》 (TBS) - 시바하라 토오루 역 (카메오)
- 2009년 6월 6일 《미스터 브레인 제3화》 (TBS) - 와쿠이 마사카즈 역 (카메오)
- 2011년 3월 27일 《3학년 B반 킨파치선생 파이널~ 마지막으로 보내는 말》 (TBS) - 후카가와 아키히코 역 (특별출연)
- 2012년 9월 25일 《드래곤 청년단 최종회》 (TBS) - 수수께끼의 외계인 총재역 (특별출연)

### 영화
- 2009년 7월 11일 공개 《고쿠센 THE MOVIE》 (도호) - 오다기리 류 역
- 2012년 12월 15일 공개 《극장판 요괴인간 벰》 (도호) - 벰 역
- 2013년 5월 25일 공개 《오레오레》 (제이 스톰) - 나가노 히토시 역
- 2014년 12월 20일 공개 《밴쿠버의 아침》(도호) - 로이 나가시니 역
- 2015년 1월 31일 공개 《조커 게임》(도호) - 카토 지로 역
- 2017년 3월 25일 공개 《P와 JK》(쇼치쿠) - 사가노 코우타 역
- 2017년 5월 공개 《아름다운 별》- 카즈오 역
- 2020년 8월 28일 공개 《사고물건 무서운 방》- 야마노 야마메 역
- 2023년 12월 1일 공개 《괴물 나무꾼》- 니노미야 아키라 역

## 그외 출연

### 레귤러 프로그램
- 《카툰캇툰》 (2007년 4월 4일 - 2010년 3월 24일, NTV)
- 《KAT-TUN의 세계 최악의 밤》 (2012년 8월 - 2012년 12월 28일 TBS)
  - 2012년 1월2일과 4월3일에 단발성으로 방송되었다가, 8월부터 12월 28일까지 정식 레귤러로 편성받았다가 종료

### 스포츠 방송
- 《우에다 신야x카메나시 가즈야의 Going! 야구》 (2010년 3월 17일 - 현재, NTV)
- 《Going! Sports & News》 (2010년 4월 4일 - 현재, NTV) ※매주 일요일 출연
- 《Dramatic Game 1844》 (2011년 4월 12일 - 현재, NTV)

### 라디오
- 제33회 라디오 봉사 뮤직송 (2007년 12월 24일 - 25일, 닛폰방송)
- 카메나시 카즈야의 K's by K's(2008년 4월 4일 - 2011년 9월 30일, 매주 금요일, 레귤러, 닛폰방송)
- KAT-TUN 카메나시 카즈야의 HANG OUT (2011년 10월 1일 - 현재, 매주 토요일 아침, FM NACK5)

### 무대·뮤지컬
- 뮤지컬 《SHOW극・SHOCK》
  - 도쿄 제국극장 (2001년 12월 1일 - 2002년 1월 27일)
  - 도쿄 제국극장 (2002년 6월 4일 - 6월 28일)
- 뮤지컬 《SHOCK is Real Shock》
- 도쿄 제국극장 (2003년 1월 8일 - 2월 25일)
- 무대 《DREAM BOYS》
  - 도쿄 제국극장 (2004년 1월 8일 - 31일)
  - 오사카 우메다코마극장 (2004년 4월 30일 - 5월 7일) ※KAT-TUN & 칸쟈니 ∞ 편"(대역 주연)
  - 오사카 우메다코마극장 (2004년 5월 8일 - 5월 23일) ※DREAM BOYS "타키 편"
- 무대 《Hey! Say! Dream Boys》(주연)
  - 오사카 우메다예술극장 (2005년 4월 27일 - 5월 15일)
- 무대 《KAT-TUN vs 칸쟈니 ∞ Musical Dream Boys 》
  - 도쿄 제국극장 (2006년 1월 3일 - 1월 29일) ※(시부타니 스바루와 공동주연)
- 무대 《Dream Boys》(주연)
  - 도쿄 제국극장 (2007년 9월 5일 - 9월 30일)
  - 도쿄 제국극장 (2008년 3월 4일 - 3월 30일) / 오사카 우메다예술극장 (4월 4일 - 4월 16일)
  - 도쿄 제국극장 (2009년 9월 4일 - 9월 29일) / 오사카 우메다예술극장 (10월 13일 - 10월 25일)
  - 도쿄 제국극장 (2011년 9월 3일 - 9월 25일)
  - 도쿄 제국극장 (2012년 9월 3일 - 9월 29일)

## 출연 광고(CM)
★표시는 현재 출연광고임.
- 롯데제과
  - 크런키 (2002년~2008년)
  - 플러스 X (2003년~2008년) ※KAT-TUN
  - 가나 초콜릿 (2010년) ※드라마 엽기인걸 스나코와 코라보 CM
- 오츠카 제약 "오로나민C" (드링크) (2005년) ※우에토 아야, 아카니시 진과 공동 출연
- 닌텐도 Dance Dance Revolution with MARIO (2005년) ※아카니시 진과 공동 출연
- 카도카와 서점 "더 텔레비전" (2005년)
- 로토제약
  - 모기타테 카지츠(립밤) (2005년~2009년) ※KAT-TUN
  - C 큐브 (2005년) ※KAT-TUN
  - Zi : (2006년) ※KAT-TUN
- 스카이 퍼펙트 커뮤니케이션 SKY PerfecTV! (2006년) ※KAT-TUN
- NTT 도코모
  - FOMA 902i (2005년 - 2006년) ※KAT-TUN
  - FOMA new9 (2006년)
  - FOMA903i (2006년)
  - FOMA903iTV (2007년)
- 일본 켄터키 프라이드 치킨(KFC) "굵은 흑후추 치킨" (2007년 - 2008년)
- 주식 회사 엠티 아이
  - "데코토모 DX" (2009년 - 2010년)
  - ★ "entag!" (휴대전화 게임사이트) (2011년 - ) ※KAT-TUN
- Panasonic
  - LAMDASH (면도기) (2010년 - 2014년)
  - Panasonic Beauty (2010년 - 2014년) ※나카마 유키에와 공동 출연
- 후지 중공업
  - 스즈키 자동차 "소리오" (2010년 - 2015년) ※KAT-TUN
  - 스즈키 자동차 "소리오 반디트" (2012년 - 2015년)
- AOKI 홀딩스 "3D 슬림 수트" (2010년 - 2014년)
- 기린 음료 "오후의 홍차" (2012년 - 2015년) ※아오이 유우와 공동 출연
- 노벨 제과
  - ★ "SOURS" (2013년 - ）
- ★타이쇼제약 "라이징" (2015년 - )

## 참가작품
- 슈지와 아키라《청춘 아미고》(2005년 11월 2일)
- 홋타케BAND《사요나라☆아리가또오》(2013년 11월 6일)

## 오리지널 솔로곡
- 離さないで愛 하나사나이데아이(놓지마 사랑)[*] (2002 관객은 신 Concert 55만명 사랑의 리퀘스트에 응해!! Concert 공연)
  - 작사, 작곡 : KinKi Kids의 도모토 쯔요시)
- 絆 키즈나(인연)[*] (2005 슈지와 아키라 《청춘 아미고(青春アミーゴ 세이슌 아미고[*])》 Single에 수록
  - 작사 : 카메나시 카즈야 / 2004-5 KAT-TUN Live 해적범 Concert 공연 / 드라마《고쿠센 2》 삽입곡)
- 夏の終わり 나츠노오아리(여름의 끝)[*] (2005 Looking KAT-TUN Concert 공연)
- Sixteen seconds (2006 Real Face Concert 공연)
- someday for sombody (2007 KAT-TUN의 2nd Album 《Cartoon KAT-TUN ⅡYou》에 수록 / Concert 공연)
- w/o notice ?? (2008 KAT-TUN의 7th Single 《DON'T U EVER STOP》에 수록 / Queen of Pirates Concert 공연)
- 1582 (2009 KAT-TUN의 4th Album 《Break the Records -by you & for you-》에 수록 / Tokyo Dome & Kyosera Dome 13Days Concert 공연)
- 愛してるから 아이시테루까라(사랑하니까)[*] (KAT-TUN의 11th single 《Love yourself ～君が嫌いな君が好き～ ~키미가키라이나키미가스키~(네가 싫어하는 네가 좋아)[*]》 초회한정반1에 수록.
  - 작사 : 카메나시 카즈야 / 2009 KAT-TUN Summer Tour 공연)
- LOST MY WAY (《2010 KAT-TUN WORLD BIG TOUR》 공연)
- Sweet (KAT-TUN의 5th Album 《NO MORE PAIИ》에 수록)
- LOST MY WAY（DVD 《KAT-TUN -NO MORE PAIИ- WORLD TOUR 2010》에 수록）
- ずっと 줏또(쭉)[*]（KAT-TUN의 6th Album 《CHAIN》에 수록）
- Plastic Tears (2010년 《소년구락부》공연)
- Emerald（KAT-TUN의 8th Album 《come Here》에 수록）

## 수상 경력

### 방송 관련
- 2005년 제44회 더 텔레비전 드라마 아카데미 남우조연상 - "고쿠센2"
- 2005년 제8회 닛칸스포츠 드라마 그랑프리 남우조연상 - "고쿠센2"
- 2005년 제47회 더 텔레비전 드라마 아카데미 남우주연상 - "노부타를 프로듀스"
- 2009년 닛칸 스포츠 드라마 그랑프리 남우주연상 - "엽기인걸 스나코"
- 2010년 교통 광고 그랑프리 LAMDASH 사인보드 부문 최우수상
- 2011년 제71회 더 텔레비전 드라마 아카데미 남우주연상 - "요괴인간 벰"
- 2011년 제15회 닛칸 스포츠 드라마 그랑프리 남우주연상 - "요괴인간 벰"

### 영화 관련
- 2013년 제15회 이탈리아 우디네 영화제 관객상(My Movie상) 수상 - "오레오레"

### 패션 관련
- 2006년 Best Jeanist 수상(일반선출부문)
- 2007년 Best Jeanist 수상(일반선출부문)
- 2008년 Best Jeanist 수상(일반선출부문)
- 2009년 Best Jeanist 수상(일반선출부문)
- 2010년 Best Jeanist 수상(일반선출부문)-명예의전당

## 같이 보기
- 쟈니스
- KAT-TUN
- 슈지와 아키라